# アルメン・ジガルハンヤン
アルメン・ボリソビッチ・ジガルハンヤン(ロシア語: Армен Борисович Джигарханян; アルメニア語: Արմեն Բորիսի Ջիգարխանյան; 発音 [dʒiɡɑrχɑnjɑn]; 1935年10月3日 – 2020年11月14日)はアルメニア、ソビエト連邦、ロシア連邦の俳優である。

## 経歴
ジガルハンヤンは1935年にアルメニアのエレバンで生まれた。1950年代後半からスタニスラフスキーロシア劇場 (エレバン)で俳優業をはじめ、1967年にモスクワのレンコム劇場に移った。1969年からはマヤコフスキー劇場に移って30年近く俳優業を行う。 1960年以来、彼は数多くのアルメニア映画に出演している。彼は1970年代に出演したソビエト映画で様々な役を演じ、人気を博した。彼の代表的な作品には、Новые приключения неуловимых（1968年）、その続編のКорона Российской империи, или Снова неуловимые（1971年）、Место встречи изменить нельзя（1979年）がある。その後、1989年から1997年にかけてVGIKで教鞭をとり、1996年にモスクワに独立した演劇劇場を設立した。